# Ruy Gonçalo do Valle Peixoto de Villas Boas
Ruy Gonçalo do Valle Peixoto de Villas Boas (* 27. November 1939 in Ramalde/Porto, Portugal) ist ein französischer Manager. Seit 2014 ist er Großkomtur des Malteserordens.

## Leben
Ruy Gonçalo José Eduardo de Sousa do Valle Peixoto de Villas Boas stammte aus dem Adelsfamilie Visconde de Guilhomil. Er studierte industrielle Chemietechnik und war nach seinem Militärdienst als Ingenieur in der portugiesischen Tabakindustrie tätig, zuletzt als Direktors für Forschung und Entwicklung. Er engagierte sich in der CORESTA (französisch Centre de Coopération pour les Recherches Scientifiques Relatives au Tabac), einem Zusammenschluss für wissenschaftliche Tabakforschung sowie der Internationalen Organisation für Normung (ISO).
1984 wurde er Mitglied der portugiesischen Assoziation des Malteserordens. 1996 legte er das Gehorsamsgelübde ab. Nach dem Tod seiner Frau Maria da Conceição im Jahr 2008 wurde er Professritter und legte seine Feierliche Profess 2015 ab. Er war unter anderem Delegierter des Großmeister des Malteserordens in Brasilien, Ratsmitglied, Kanzler und Vizepräsident der portugiesischen Assoziation sowie stellvertretender Delegierter der Nationalen Assoziationen. Von Mai 2014 bis April 2019 war er im Regierungsrat des Malteserordens tätig.
Das Generalkapitel vom 1. Mai 2019 wählte ihn zum Großkomtur, eines der vier Hohen Ämter des Malteserordens. 2020 übernahm er nach dem Tod von Giacomo Dalla Torre del Tempio di Sanguinetto das Amt des interimistischen Statthalters, ebenso 2022 nach dem Tod von Marco Luzzago.

## Schriften
- Asociación de los Caballeros de la Soberana Orden Militar de Malta de Paraguay, Fonteireira 2006
- Associação Brasileira do Rio de Janeiro da Ordem Soberana Militar e Hospitalária de S. João de Jerusalém, de Rodes e de Malta, Fonteireira 2006
- Rol dos cavaleiros de Língua portuguesa dos sécs. XII a XIX e registo das comendas, governadores do hospital e das Maltesas, Fonteireira 2002
- Rol dos cavaleiros de Língua portuguesa nos sécs. XVIII e XIX e registo de alguns Cavaleiros anteriores a esse período Fonteireira 1995.